# بزرگراه میان‌ایالتی ۵۹
بزرگراه میان ایالتی ۵۹ (به انگلیسی: Interstate-59، مخفف:I-59) یکی از بزرگراه‌های میان ایالتی آمریکاست. که مسیر شمالی-جنوبی داشته و زیرمجموعه دارد.